# こてんこてんこ
『こてんこてんこ』は、上野あつこによる日本の漫画作品。『たのしい幼稚園』（講談社）にて2005年から2006年10月号まで連載された。

## 作品概要
天の国の女王様のため、たくさんの命が生まれてくる｢エンジェルスター｣（アニメでは“天の星”）を地の国の悪者から守る正義の天子（天使）・“こてんこ”の活躍を描くギャグタッチのキッズ向け作品。また、OVAとして「交通安全アニメ」も発売されている。

## 登場人物

### 天の国
こてんこ
声 - 伊東みやこ
本作の主人公。キングスター（一際大きな天の星）から生まれた、天の国の未来の王様。普段は天の星を守っている正義の心を持つ子供の天使だが、ピンチの時や極度の緊張に陥ったりすると頭上のリングが濃い灰色に染まり、まてんこに“転身”する。ソフト麺が大好物。一人称は「ボク」で、「です～」が口癖。
まてんこ
声 - 伊東みやこ
こてんこが転身した姿。悪い心を持つが、まだ子供なので性格は“ワルガキ”の範疇に収まっている。女王様が天使のリングを交換【転着】することで、こてんこに戻る事が出来る。まてんこに変身している間の記憶はない。まてんこがこてんこである事は混乱を招かないために天の国の人々には知らされていない。ピックに惚れている。また、後半からこてんこに戻らずに終わる話も多くなる。一人称は「オレ」で口調も乱暴になる。
ピックちゃん
声 - 大前茜
妖精の国の長老の孫で、こてんこの幼馴染でもある。陽気な性格の持ち主まてんこに対しては強気な所を見せている。妖精の国のアイドル的存在だが、歌が非常に音痴である。こてんこがまてんこになると指輪の通信機を使って、女王様にリングの交換を求める。また、その気になれば男爵たちを殴り飛ばすほどの馬鹿力も見せる。
ナッパ
声 - 仲西史絵
ピックちゃんの弟。帽子を目深に被り表情を隠す。ピックちゃん同様こてんことは仲良し。いつもまてんこに苛められているが、折り紙が得意。アニメで呼ぶ時は「こてんこちゃん」だが交通アニメは「こてんこ」と呼び捨てだった。
女王様
声 - 石松千恵美/遠藤真理子 (交通アニメ)
天の国を治めている女王。こてんこのおかあさんのような存在でマイペース。優しい性格で笑顔が絶えないが、怒らせると非常に怖い。唯一まてんこをこてんこに戻すためのエンジェルリングを自ら発射し転着できる。
むーむーさん
声 - 土方優人
こてんこの教育係。冷静で厳格だが、ちょっと間抜けな所がある。本来は地の国の住人で、大魔王とは浅からぬ因縁を持つ。アニメ2クール終盤では、地の国を治めていた「シロス」であることが判明した。ちなみにシロスは地の国以外にも存在するが、アニメでは地の国のみが明かされた。原作ではあいむーさんと言う名前であった。

### シロス
フアル
声 - 水野千夏
水の城のシロス。雨を操り、泡の船を使って自由に動き回る。霊力を持つ。
シ・ルド
声 - 藤原啓治
オークの城のシロス。
ミューズ
声 - 福島桂子/水野千夏 (43話のみ)
音楽の城のシロス。
マーレ
海の城のシロス。白い貝殻で海の異常を感知する。常に冷静で、それが冷たい印象に写ってしまう事もあるが、意地悪ではない。修復能力を持つ。

### こてんこの6人の兄
6人の兄のうち1人は大魔王の手下になっていて行方不明とされている。作中では6人全員登場しない。
ドオン
声 - 椿基之
エンジェルスターから生まれた“こてんこ”の6人の兄のうちの一人。「天の国」をパトロールする正義の人。非常にまじめな“こてんこ”のお守り役。こてんこを呼ぶときにはいつも「こてんこくん」と呼ぶが、交通アニメでは呼び捨てにしていた。頭にVの字型の形をした無線機をつけている。
ヴァー
声 - 大畑伸太郎/大原崇(22話のみ)
“こてんこ”の6人の兄のうちの一人。赤毛のパーマで少々女好き。「○○だよ仔猫ちゃん！」が口癖。ドオンと同じくVの字型の無線機をつけている。
セラ
声 - 村松義孝
“こてんこ”の6人の兄のうちの一人。茶髪に金メッシュが入っており、責任感が強く、少々頭が硬いが、兄弟の中で一番賢い。｢天の国｣のすべての人から信頼されている。
ケヴィ
“こてんこ”の6人のお兄さんのうちの一人。茶髪のウェーブの長髪で、優しくて美しい、天の国の女性の憧れの的。
ファニー
“こてんこ”の6人の兄のうちの一人。明るい金髪で、少々やんちゃだが、親しみやすい熱血漢。
ルー
声 - 斎賀みつき
“こてんこ”の6人の兄の1人。大魔王の手下として行方不明になっていた。地の国に堕ち、大魔王の元で義理の息子として生まれた闇の心の持ち主。大魔王の呪いをかけるため、誕生直後のこてんこの羽を奪い、まてんこ誕生の原因のキッカケを作った張本人。地の国に染まりきったからか生来の気質なのか非常に快楽的な性格で楽しい事を求めるあまり、こてんこ達に手を貸した事もある。

### 地の国
男爵
声 - 中多和宏
大魔王の手下で、地の国の管理を務めている。一人称は「我が輩」。命令を受けて天の国を支配するために天の星を狙っている。一応悪役なのだが意外と面白い性格と行動のせいか、悪そうに見えないのがたまに瑕なところもある。こてんこ・まてんこに飛ばされた時や、自ら逃げる時に必ず「さよならさんかくまたくるばーい」もしくは「嬉し恥ずかし○○したいー」と叫んで消えていくのが毎度のパターン。部下にも恵まれず、悩み事の多い中間管理職。語尾に「なのだ」または「のだ」をつけて喋る。
ねこうもり
声 - 水田わさび
猫とコウモリを合体させた獣で、男爵の帽子の中に住む部下。一人称は「オイラ」。普段は男爵に反抗的な態度を取るが、男爵が病気で寝込んだ時は敵のこてんこ達に助けを求めたりもしており、本当はそれなりに絆を結んでいるようだ。語尾に「にー」を付けるのが口癖。貴重な枕と布団がないと、寝不足になる。また、味噌握りが大好物でもある。子猫のころに長靴で海を漂流していたところを男爵に助けられた。
うるさいぬ
声 - 姫野惠二
男爵の部下。一人称は「おれっち」。筋肉バカの犬で元気が取り柄だが、早とちりになることが多い。感想を3回繰り返すのが口癖。子犬のころに捨てられ男爵に拾われた。時々男爵をおだてることもあるがそれが本心なのかは不明。
おたかさん
声 - 速見圭
男爵の屋敷の家政婦だが、本当はお目付け役でもある。とても綺麗好きで、ピックちゃんとドオンに好感を持つ。原作では、大魔王アグーの密偵で、男爵達の動向を逐一、大魔王に報告している。
くりくり
声 - おぐらふみえ
おたかさんの子供でこてんこの友達。「くりくり」としか喋れないが、母親譲りでしっかり者。原作では、流れ星となって落ちてきた天の星から生まれた地の国生まれの天の子である。
大魔王アグー
声 - 花田光
地の国の長。天の国の支配を企んでいる。こてんこに「まてんこになる呪い」をかけた張本人。元々は、天の星から生まれた天の国の住人。または、女王様やむーむーさん達と同じ兄弟である。天の国の相談役になるはずだった。大魔王が天の国の王になれなかった理由は、悪しき心を持っていた事によって反乱を起こした。天の国を出て地の国に逃げた際に、元・地の国のシロスであるむーむーさんを追放し、地の国を乗っ取った。作中では地の国の城の玉座から動かず、男爵の不本意な発言に地震を起こしている。

## テレビアニメ
テレビ東京系で放映開始時は2005年10月6日の木曜18時00分から、2006年4月以降は17時30分から放送。系列の衛星放送局・BSジャパンでは木曜18時55分からの放送。
シリーズ構成・高橋義昌の遺作となる作品であり、アニメ作品としては声優・鈴置洋孝の遺作でもある。
女性卓球選手の福原愛が、卓球がとても上手い妖精・アイちゃん役で声優に初めて挑戦した作品である。なお、2006年5月4日の再登場以降はかないみかが演じている。
2006年6月29日放送回・最終回では兄弟手品少年コンビ・山上兄弟が、魔法使いの兄弟・“よっち”と“あっきー”役で声優に挑戦した。
作中にグランプリのキャラクター「くりぐま」が何度か登場するが、原作者の上野あつこは登場に対して許可を出していない。また、3クール目以降の展開に原作者の上野あつこは一切関わっていない。
また、パイロット版もあり、こてんこがナレーション（日本語・英語）を担当している。

### スタッフ
- 企画・制作 - GP・GATE
- 原作・キャラクター原案 - 上野あつこ
- 連載 - たのしい幼稚園（講談社）
- 監督 - 工藤進
- シリーズ構成 - 高橋義昌、三井秀樹、長谷川勝己
- キャラクターデザイン・総作画監督 - 羽山淳一
- くりぐまキャラ原案 - 片田陽子
- 美術監督 - 河野次郎
- 色彩設定 - 関根栄子
- 撮影監督 - 笹野進一
- 編集 - 板部浩章
- ビデオ編集 - 永田雅士
- 音響監督 - 平井隆博
- 音楽 - 亀山耕一郎
- プロデューサー - 青木俊志、すぎやまあつお、鹿糠雅博
- アニメーションプロデューサー - 石坂透
- アニメーション制作 - アイムーヴ
- 製作 - テレビ東京・NAS

### 主題歌
オープニングテーマ
「いっしょに唄おう!」（第1話 - 第34話）（2005年10月6日 - 2006年5月25日）最終回ではフルバージョンが使用された。なお、OVAおよびパイロット版では音源が低くなっている。
作詞 - 柴田ひろあき / 作曲 - 飯塚博 / 編曲 - 京田誠一 / 歌 - 小枝
「ゆけゆけ こてんごう」（第35話 - 第52話）（2006年6月1日 - 9月28日）
作詞 - わたなべもも / 作曲 - 馬飼野康二 / 歌 - Tenkara-mail（テンカラメール）
エンディングテーマ
「星物語」（第1話 - 第31話）（2005年10月6日 - 2006年5月4日）
作詞 - 柚木美祐 / 作曲・編曲 - 平間あきひこ / 歌 - 河井英里
「こてんこたいそう」（第32話 - 第52話）（2006年5月11日 - 9月28日）
作詞 - わたなべもも / 作曲 - 馬飼野康二 / 歌 - Tenkara-mail （テンカラメール）

### 放映リスト
| 回 | サブタイトル                                   | シナリオ            | 絵コンテ            | 演出              | 作画監督                          | 放映日         |
| -- | ---------------------------------------------- | ------------------- | ------------------- | ----------------- | --------------------------------- | -------------- |
| 1  | こてんこがまてんこ?                            | 高橋義昌            | 工藤進              | 工藤進            | 武内啓                            | 2005年 10月6日 |
| 1  | こてんこは未来の王様!                          | 高橋義昌            | 荒川眞嗣            | 工藤進            | 佐藤敏明                          | 2005年 10月6日 |
| 2  | はじめてのパトロール                           | 高橋義昌            | 雄谷将仁            | 雄谷将仁          | 小平はじめ                        | 10月13日       |
| 2  | 天の星はみんなの宝物                           | 高橋義昌            | 岡崎幸男            | 雄谷将仁          | 森田実 矢野裕一郎                 | 10月13日       |
| 3  | 楽しさいっぱい妖精の国                         | 細井能道            | 五月女有作          | 五月女有作        | 三浦厚也                          | 10月20日       |
| 3  | キレイにしましょう!                            | 犬飼和彦            | 五月女有作          | 五月女有作        | 宇都木勇                          | 10月20日       |
| 4  | 高星切りバサミくん大ついせき!                  | 岡本和久            | 細谷秋夫            | 細谷秋夫          | 若山佳治                          | 10月27日       |
| 4  | タンポポ畑でつかまえて                         | 酒井伸太郎          | 細谷秋夫            | 細谷秋夫          | 若山佳治                          | 10月27日       |
| 5  | おんぷのお城は大さわぎ                         | 長澤絵美            | 藤原良二            | 岡崎幸男          | 山崎正和                          | 11月3日        |
| 5  | ピンチ!こてん号ぐるぐる大作戦                  | 福田勝紀            | 荒川眞嗣            | 岡崎幸男          | 村上勉                            | 11月3日        |
| 6  | びっくり!増えるミラー大作戦                    | 野中幸人            | 武蔵関太郎          | 井上修            | 日高真由美                        | 11月10日       |
| 6  | おもいでの小びん                               | 長澤絵美            | 藤原良二            | 松本マサユキ      | 佐藤敏明                          | 11月10日       |
| 7  | シャボン玉パニック!                            | 廣尾信幸            | 五月女有作          | 五月女有作        | 宇都木勇                          | 11月17日       |
| 7  | チョー不思議! びっくり絵本                     | 大知慶一郎          | 上原秀明            | 雄谷将仁          | こひらはじめ                      | 11月17日       |
| 8  | こてんこちゃん、てんしんしちゃダメ!            | 廣尾信幸            | 五月女有作          | 五月女有作        | 柴田志郎                          | 11月24日       |
| 8  | SOS! バラのアーチ                              | 福田勝紀            | 雄谷将仁            | 雄谷将仁          | 古谷田順久 増谷三郎 矢野裕一郎    | 11月24日       |
| 9  | 仮面をかぶって大混乱                           | 戸塚直樹            | 牛草健              | 岡崎幸男          | 村上勉                            | 12月1日        |
| 9  | 小さな小さな雪だるま                           | 近藤てつき          | 武蔵関太郎          | 岡崎幸男          | 村上勉                            | 12月1日        |
| 10 | キャプテンコック参上!                          | 大知慶一郎          | 上原秀明            | 雄谷将仁          | 佐藤敏明                          | 12月8日        |
| 10 | 地の国のおともだち                             | 佐々木泰            | 井上修              | 井上修            | 日高真由美                        | 12月8日        |
| 11 | おかしなお菓子の飛行船                         | 戸塚直樹            | 鹿島典夫            | 鹿島典夫          | 松下清志                          | 12月15日       |
| 11 | 大あらし! 花だんを守れ!!                       | 長澤絵美            | 武蔵関太郎          | 雄谷将仁          | 佐藤敏明                          | 12月15日       |
| 12 | 超強力!ダルマさんバリア                        | 大知慶一郎          | 細谷秋夫            | 細谷秋夫          | 若山佳治                          | 12月22日       |
| 12 | スーパーまてんこ参上!                          | 近藤てつき          | 細谷秋夫            | 細谷秋夫          | 若山佳治                          | 12月22日       |
| 13 | ちょうせん!なぞなぞの木                        | 岡本和久            | 藤原良二            | 岡崎幸男          | こひらはじめ                      | 2006年 1月2日  |
| 13 | お化けなんて怖くない                           | 野中幸人            | 荒川眞嗣            | 岡嶋国敏          | 加藤茂                            | 2006年 1月2日  |
| 14 | うるさいぬより、かしこいぬ?                    | 大知慶一郎          | 玉川真人            | 玉川真人          | 住本悦子                          | 1月5日         |
| 14 | 海はひろいなしょっぱいな                       | 与口奈津江          | 武蔵関太郎          | 岡崎幸男          | 村上勉                            | 1月5日         |
| 15 | こてんこと魔法のヤカン?                        | 小原孝士            | 上原秀明            | 岡崎幸男          | 武内啓 宇都木勇                   | 1月12日        |
| 15 | うばわれた女王様のくつ                         | 高橋義昌            | 工藤進              | 工藤進            | 佐藤敏明                          | 1月12日        |
| 16 | 合体!デカぷにょりん                            | 廣尾信幸            | 鴫野彰              | 浅見松雄          | 村上勉                            | 1月19日        |
| 16 | おそうじ大作戦!                                | 本田雅也            | 麦野アイス          | 浅見松雄          | 加納みずほ                        | 1月19日        |
| 17 | マジックショーがやってきた                     | 近藤てつき          | 荒川眞嗣            | 雄谷将仁          | 武内啓 宇都木勇                   | 1月26日        |
| 17 | 決めろ! 愛ちゃんスマッシュ                     | 三井秀樹 福田勝紀   | こだま兼嗣          | ながはまのりひこ  | 日高真由美                        | 1月26日        |
| 18 | バッテンリング                                 | 本田雅也            | 細谷秋夫            | 細谷秋夫          | 若山佳治                          | 2月2日         |
| 18 | スピードUP! ステップUP!                        | 近藤てつき          | 細谷秋夫            | 細谷秋夫          | 若山佳治                          | 2月2日         |
| 19 | こわ〜い、カンシャクおじさん                   | 長澤絵美            | 藤原良二            | 中村里美          | 古田誠                            | 2月9日         |
| 19 | 見破れ! ナイナイマントの秘密                   | 福田勝紀            | 木村寛              | 木村寛            | こひらはじめ                      | 2月9日         |
| 20 | 不思議な折り紙                                 | 小原孝士            | 上原秀明            | 岡崎幸男          | 村上勉                            | 2月16日        |
| 20 | スクープ! はたらく地の国おじさん               | 岡本和久            | 玉川真人            | 岡崎幸男          | 加納みずほ                        | 2月16日        |
| 21 | だんしゃく、クビになる                         | 戸塚直樹            | 武蔵関太郎          | 岡崎幸男          | こひらはじめ                      | 2月23日        |
| 21 | こてんこ、地の国へ                             | 三井秀樹 高橋義昌   | 藤原良二            | 鹿島典夫          | 松下清志                          | 2月23日        |
| 22 | 大変身! だんしゃくは素敵なレディ?              | 大知慶一郎          | 土屋日              | 田中誠輝          | 日高真由美                        | 3月2日         |
| 22 | ナッパのひみつ基地                             | 本田雅也            | 鴫野彰              | 雄谷将仁          | 佐藤敏明                          | 3月2日         |
| 23 | まてんこはダメよ                               | 三井秀樹            | 鴫野彰              | 岡崎幸男          | 村上勉                            | 3月9日         |
| 23 | こてんこ、たおれる                             | 三井秀樹            | 藤原良二            | 木村寛            | 高田三郎                          | 3月9日         |
| 24 | 恋するピックちゃん                             | 三井秀樹            | 細谷秋夫            | 細谷秋夫          | 若山佳治                          | 3月16日        |
| 24 | 聖なるいずみの水の花                           | 長澤絵美            | 藤原良二            | 浅見松雄          | こひらはじめ                      | 3月16日        |
| 25 | お城の怪物                                     | 本田雅也            | 上原秀明            | 中村里美          | 小川浩司                          | 3月23日        |
| 25 | ウソつきはおサカナのはじまり                   | 本田雅也            | 土屋日              | 木村寛            | 村上勉 加納みずほ                 | 3月23日        |
| 26 | 地の国に光を                                   | 高橋義昌 三井秀樹   | 荒川眞嗣 武蔵関太郎 | 岡崎幸男 鹿島典夫 | 村上勉 佐藤敏明                   | 3月30日        |
| 27 | わくわく! ハロー彗星大接近!!                   | 長谷川勝己          | 大久保富彦          | 浅見松雄          | こひらはじめ                      | 4月6日         |
| 27 | ドキドキ! 冒険に出よう!!                       | 長谷川勝己          | 大久保富彦          | 雄谷将仁          | 高田三郎                          | 4月6日         |
| 28 | 落ちるな落ちるな大作戦!                        | 長谷川勝己          | 藤原良二            | 佐々木皓一        | 武内啓 宇都木勇                   | 4月13日        |
| 28 | 虫の妖精バグーとすごい歌                       | 吉岡たかを          | 細谷秋夫            | 細谷秋夫          | 若山佳治                          | 4月13日        |
| 29 | 氷の国はこおりごり                             | 長谷川勝己          | 藤原良二            | 岡崎幸男          | 佐藤敏明                          | 4月20日        |
| 29 | だんしゃくを助けて                             | 高山治郎            | 細谷秋夫            | 細谷秋夫          | 若山佳治                          | 4月20日        |
| 30 | 眠れないねこうもり                             | あみやまさはる      | 鴫野彰              | 佐土原武之        | 臼田美夫                          | 4月27日        |
| 30 | ナッパとうるさいぬ､ お祭りの夜に               | 渡辺誓子            | 麦野アイス          | ながはまのりひこ  | 日高真由美                        | 4月27日        |
| 31 | アイちゃんと森の種                             | 長谷川勝己          | 大久保富彦          | 中村里美          | 小川浩司                          | 5月4日         |
| 31 | こてんこと空飛ぶクジラ                         | 高山治郎            | 大久保富彦          | 岡崎幸男          | 村上勉                            | 5月4日         |
| 32 | おたかさんは怖い?                              | 渡辺誓子            | 麦野アイス          | 浅見松雄          | こひらはじめ                      | 5月11日        |
| 32 | こてんこのおつかい                             | 本田雅也 長谷川勝己 | 藤原良二            | 石川久一          | 佐藤敏明                          | 5月11日        |
| 33 | ちっちゃくなっちゃった!                        | 長澤絵美 長谷川勝己 | 上原秀明            | 佐々木皓一        | 武内啓                            | 5月18日        |
| 33 | タンチキンとペテンダック                       | 高山治郎            | 藤原良二            | 佐々木皓一        | 宇都木勇                          | 5月18日        |
| 34 | 星くず山のデスマッチ                           | 本田雅也            | 羽原久美子          | ながはまのりひこ  | 日高真由美                        | 5月25日        |
| 34 | まてんこグランプリ                             | 植田浩二            | 鈴木誠三郎          | 浅見松雄          | 村上勉                            | 5月25日        |
| 35 | のって毛! ヒゲとマユゲのビッグウェーブ!        | 竹内利光            | 細谷秋夫            | 細谷秋夫          | 若山佳治                          | 6月1日         |
| 35 | オモチャの気持ち                               | 高山治郎            | 細谷秋夫            | 細谷秋夫          | 若山佳治                          | 6月1日         |
| 36 | 天の星の王子さま                               | 植田浩二            | 大久保富彦          | 中村里美          | 小川浩司                          | 6月8日         |
| 36 | ズッコケ! だんしゃくパフォーマンス             | 広田光毅            | 鴫野彰              | 関田修            | 小林ゆかり                        | 6月8日         |
| 37 | こてんこVS.こてんこ                            | 本田雅也            | 大久保富彦          | 岡崎幸男          | 佐藤敏明 本谷恵子                 | 6月15日        |
| 37 | だんしゃくが勇者?                              | あみやまさはる      | 藤原良二            | 岡崎幸男          | 村上勉                            | 6月15日        |
| 38 | 寒がりのミノムシ                               | 渡辺誓子            | ながはまのりひこ    | ながはまのりひこ  | 日高真由美                        | 6月22日        |
| 38 | だんしゃくキャッチャー                         | 竹内利光            | 鈴木誠三郎          | 中村近世          | 宇都木勇 武内啓                   | 6月22日        |
| 39 | 勇気の呪文はまじなーにゃ                       | 長谷川勝己          | 藤原良二            | 浅見松雄          | こひらはじめ                      | 6月29日        |
| 39 | こてんこ忍者修行                               | 高山治郎            | 菊池一仁            | 雄谷将仁          | 佐藤敏明                          | 6月29日        |
| 40 | ズーズーランドは大騒ぎ                         | 植田浩二            | 細谷秋夫            | 細谷秋夫          | 若山佳治                          | 7月6日         |
| 40 | あつい? さむい? どっちなの?                    | 竹内利光            | 細谷秋夫            | 細谷秋夫          | 若山佳治                          | 7月6日         |
| 41 | みそにぎりですっとんとん                       | 長谷川勝己          | 大久保富彦          | 関田修            | 小林ゆかり                        | 7月13日        |
| 41 | てるてるこてんこの雨雲退治                     | 植田浩二            | 大久保富彦          | 中村里美          | 小川浩司                          | 7月13日        |
| 42 | だんしゃくがパパ!?                             | 渡辺誓子            | 上原秀明            | 岡崎幸男          | 村上勉                            | 7月20日        |
| 42 | ドオン様一直線!                                | 福田勝紀            | 細谷秋夫            | 細谷秋夫          | 若山佳治                          | 7月20日        |
| 43 | 開催まてんこ大サーカス                         | 竹内利光            | ながはまのりひこ    | ながはまのりひこ  | 日高真由美                        | 7月27日        |
| 43 | こてんこ鉄道5105                               | 本田雅也            | 麦野アイス          | 中村近世          | 宇都木勇 都丸保 武内啓 清水由紀子 | 7月27日        |
| 44 | わらしべこてんこ                               | 竹内利光            | 鴫野彰              | 雄谷将仁          | 佐藤敏明                          | 8月3日         |
| 44 | 恐怖?! 伝説のドラゴン!                         | 渡辺誓子            | 藤原良二            | 浅見松雄          | こひらはじめ                      | 8月3日         |
| 45 | だんしゃく、天の星を食べる                     | 広田光毅            | 細谷秋夫            | 細谷秋夫          | 若山佳治                          | 8月10日        |
| 45 | こてんこびっくりパン工場                       | 植田浩二            | 細谷秋夫            | 細谷秋夫          | 若山佳治                          | 8月10日        |
| 46 | 荒野のこてんこ                                 | 本田雅也            | 菊池一仁            | 浅見松雄          | 若山佳治                          | 8月17日        |
| 46 | こてんこじいさん、まてんこじいさん             | 植田浩二            | 大久保富彦          | 関田修            | 小林ゆかり                        | 8月17日        |
| 47 | カンシャクさん再び                             | 長谷川勝己          | 大久保富彦          | 岡崎幸男          | 村上勉                            | 8月24日        |
| 47 | おやすみ火山を起こさないで                     | 植田浩二            | 上原秀明            | 岡崎幸男          | 佐藤敏明                          | 8月24日        |
| 48 | ファイナルミッション!? だんしゃく邸に潜入せよ! | 渡辺誓子            | ながはまのりひこ    | ながはまのりひこ  | 日高真由美                        | 8月31日        |
| 48 | だんしゃく勝利? こてんことからくりの塔         | 広田光毅 長谷川勝己 | 荒川眞嗣            | 中村近世          | 宇都木勇 武内啓                   | 8月31日        |
| 49 | 対決! ゆうれい船長!?                           | 植田浩二            | 藤原良二            | 浅見松雄          | こひらはじめ                      | 9月7日         |
| 49 | とのさまだんしゃく                             | 竹内利光            | 鈴木誠三郎          | 石川久一          | 山崎栄二                          | 9月7日         |
| 50 | デッドオアアライブ!? 地獄すごろく              | 長谷川勝己          | 細谷秋夫            | 細谷秋夫          | 若山佳治                          | 9月14日        |
| 50 | 激闘! ゴミ屋敷                                 | 植田浩二            | 細谷秋夫            | 細谷秋夫          | 若山佳治                          | 9月14日        |
| 51 | こてんこ、宇宙へ行く                           | 広田光毅            | 大久保富彦          | 関田修            | 小林ゆかり                        | 9月21日        |
| 51 | フラミンを救え!                                | 長谷川勝己          | 藤原良二            | 白石道太          | 山沢実                            | 9月21日        |
| 52 | 最終決戦!?大魔王現る!                          | 長谷川勝己          | 鈴木誠三郎          | 木村寛            | 佐藤敏明                          | 9月28日        |
| 52 | 大団円! 幸せを届けに!                          | 長谷川勝己          | 大久保富彦          | 鹿島典夫          | 佐藤敏明                          | 9月28日        |